# María Calderón
María Calderón (Madrid, 1611 - Valfermoso de las Monjas, 1646), llamada popularmente «La Calderona» y «Marizápalos», fue una afamada cantante y actriz de teatro, amante del rey Felipe IV y madre del bastardo real Juan José de Austria. 
Su vida se suele confundir o mezclar con la de su hermana Juana Calderón, también cantante y actriz, a la que también se le atribuye la relación con el rey Felipe IV.

## Biografía
María Inés Calderón era una niña expósita que había aparecido en las puertas de la casa de Juan Calderón, hombre vinculado al mundo del teatro, quien la adoptó como propia, allá por el año 1611.
En 1627, conocida como “La Calderona”, debutaba en el teatro de comedias madrileño El Corral de la Cruz. El rey, que era un asiduo de fiestas y representaciones teatrales, estaba entre el público y desde el primer momento quedó prendado de la artista.
Con 16 años, "La Calderona" estaba ya casada, y era amante de un cómico, del rey y de Ramiro Núñez de Guzmán, duque de Medina de las Torres, viudo de la hija del conde-duque de Olivares. Pero la Genealogía y origen de los comediantes apunta a la existencia de otra actriz de idéntico nombre y hermana de "La Calderona", por lo que tanto amantes como maridos puede que sean de las dos hermanas.

### Relación con el rey
Su relación con el rey obligó a la Calderona a abandonar los escenarios en pleno éxito. Provocó algunos incidentes. Así el enfado de la reina Isabel de Borbón cuando el rey cedió a María un palco distinguido de la Plaza Mayor de Madrid para asistir a las festividades y espectáculos. A partir de entonces, la actriz fue puesta en lugar más discreto de la Plaza, que el pueblo bautizó como «balcón de Marizápalos», otro de los nombres con los que se la conocía alusivo a uno de sus bailes más famosos.
Don Juan José de Austria, el hijo extramatrimonial del rey, nació en la madrileña calle de Leganitos, domicilio de Don Ramiro Núñez, la noche del 6 al 7 de abril de 1629. A pesar de los deseos de María, tal y como era costumbre, a los pocos días fue apartado de su lado y entregado a una familia de confianza para su educación como príncipe. Fue entregado a una mujer de origen humilde llamada Magdalena, quien se trasladó con el niño a León, ciudad en la que pasó los primeros años de su vida y donde fue confiada su educación al poeta Luis de Ulloa, gran amigo del conde-duque de Olivares. Al haber sido la amante del duque de Medina de las Torres, se propagaron rumores tendentes a adjudicar al duque la paternidad del bastardo:

"así en las facciones del cuerpo, como en las habilidades e inclinaciones del ánimo, salió este niño una vivísima imagen de Don Ramiro de Guzmán, semejanza que se ha ido recogiendo más claramente, al paso que ha ido adelantándose en la edad, el talle, el semblante, el pelo, la voz, la lascivia, la ambición, la venganza, el fausto, la fantasía, la ineficacia y las facciones se ven, tan correspondientes en uno y en otro, como la copia corresponde al original. B.N.M., Mss. 8344, fols. 28 y 29. Relato anónimo de un declarado enemigo de don Juan. "

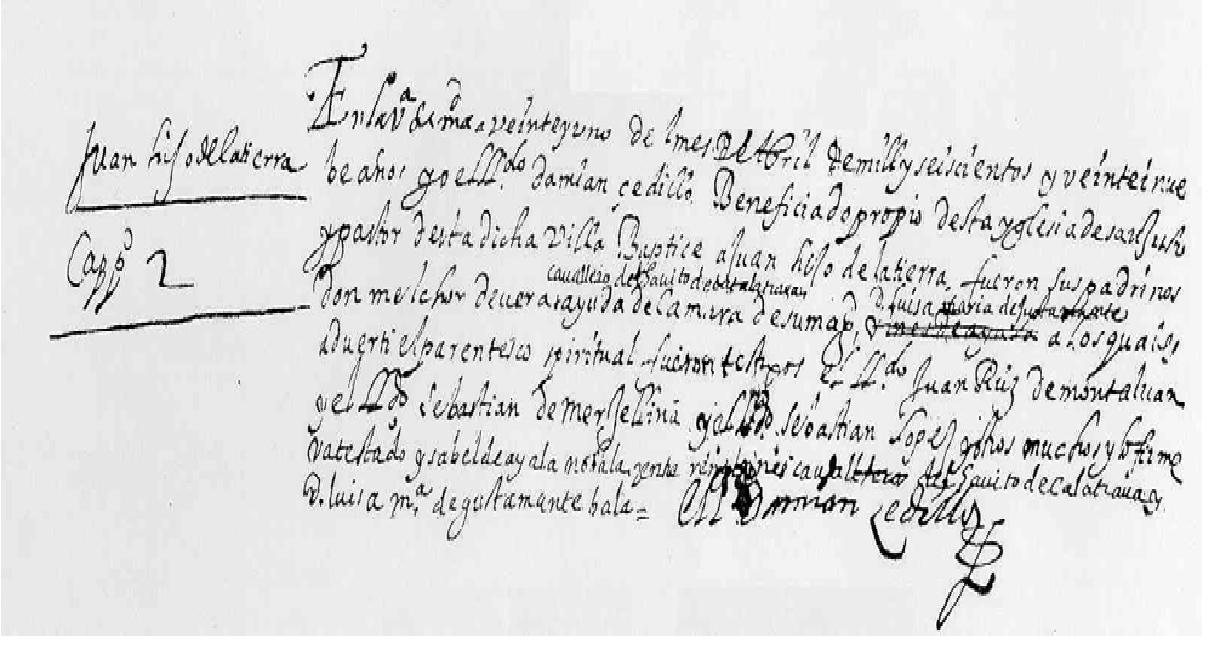
Hoja del libro de bautismo donde figura la partida de nacimiento de don Juan, hijo de la tierra.

El niño fue bautizado como «hijo de la tierra» (esta era la forma en que se inscribían en el libro de bautizados a los hijos de padres desconocidos) en la parroquia de los Santos Justo y Pastor, actuando como padrino un caballero de la Orden de Calatrava, ayuda de cámara del rey. 
En 1642, Felipe IV reconoció a don Juan José de Austria como hijo suyo.

### Vida posterior
Tras el nacimiento de don Juan, había terminado la relación entre el rey y a la Calderona se le obligó a ingresar en el monasterio benedictino de San Juan Bautista en Valfermoso de las Monjas, Guadalajara. De los cerca de quince años que fue monja llegó a ser abadesa entre los años 1643 y 1646 año en que murió seguramente la Calderona.
Cuenta la leyenda que la Calderona huyó del convento y acabó sus días en la sierra que lleva su nombre situada al norte de Valencia en el camino de Aragón.

## Discrepancias
Existe un documento del gremio de actores que certifica la muerte de la actriz María Calderón en Madrid en el año 1678 y de las limosnas que le pagó el gremio los últimos años en los que vivió en la pobreza. Por lo que se cree que La Calderona, la que había tenido un hijo con el rey y había sido monja no era María Calderón, sino su hermana Juana (de María dicen, “la hermana de La Calderona”). Al parecer María acabó en un convento en Guadalajara y Juana (la Calderona) enviudó dos veces y debido seguramente a un ictus, le quedó paralizada una parte del cuerpo no pudiendo volver a trabajar como actriz. Acabó viviendo en la indigencia y en el olvido en Madrid.

## Curiosidad
El gran escritor checo Jaroslav Vrchlický le dedicó el drama María Calderón.